# Louis Persent
Louis Persent (né le 18 juillet 1990) est un athlète britannique spécialiste du 400 mètres. 

## Carrière

### Palmarès
| Année | Compétition                  | Lieu      | Résultat | Epreuve   | Performance   |
| ----- | ---------------------------- | --------- | -------- | --------- | ------------- |
| 2007  | Championnats d'Europe junior | Hengelo   | 1er      | 4 x 400 m | 3 min 08 s 21 |
| 2008  | Championnats du monde junior | Bydgoszcz | 2e       | 4 x 400 m | 3 min 05 s 82 |
| 2009  | Championnats d'Europe junior | Novi Sad  | 3e       | 400 m     | 46 s 82       |
| 2009  | Championnats d'Europe junior | Novi Sad  | 1er      | 4 x 400 m | 3 min 07 s 82 |

### Records
| Épreuve    | Performance | Lieu   | Date        |
| ---------- | ----------- | ------ | ----------- |
| 400 mètres | 45 s 77     | Genève | 2 juin 2012 |